# Tom Dugan

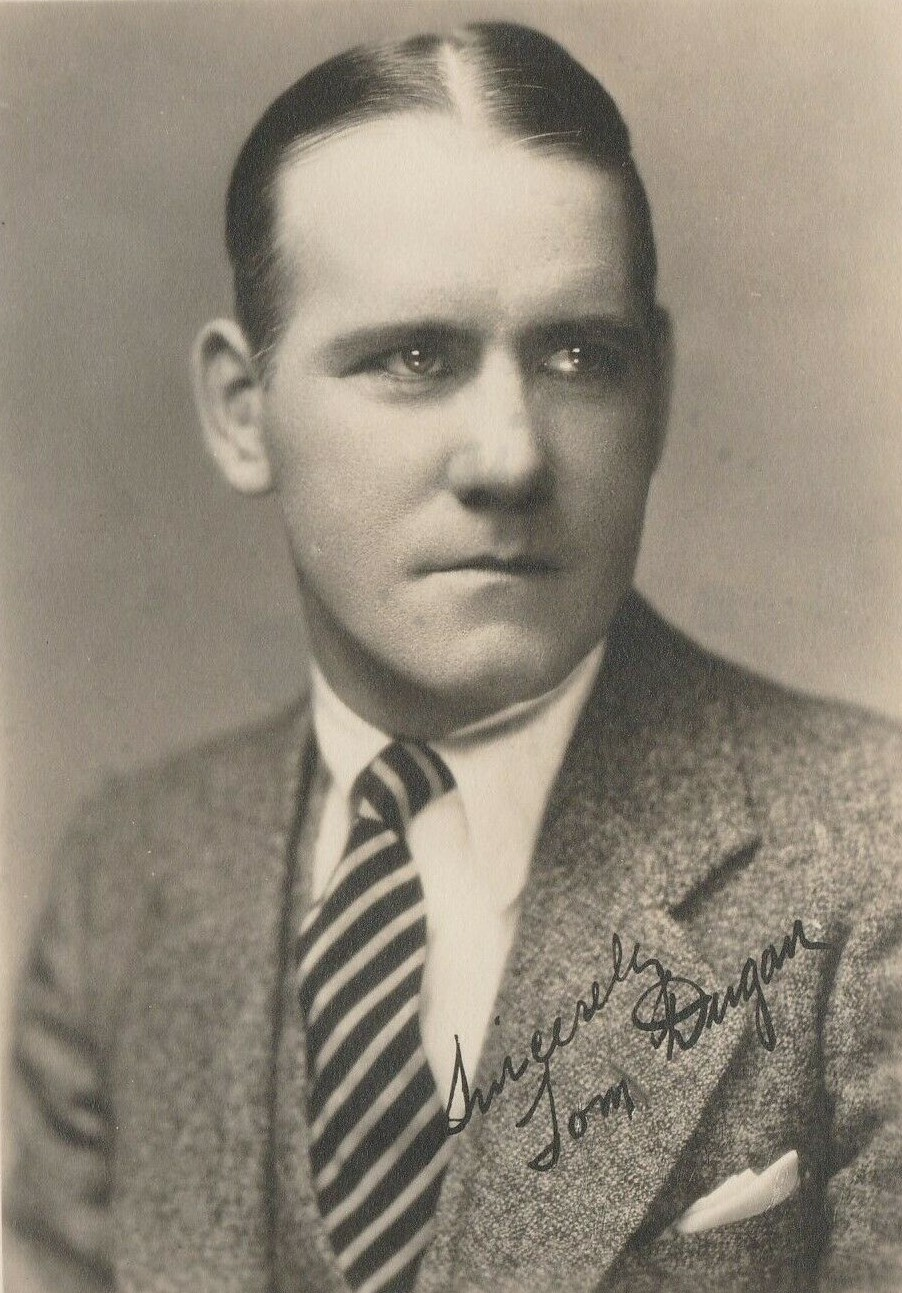
Tom Dugan

Thomas J. „Tom“ Dugan (* 1. Januar 1889 in Dublin; † 7. März 1955 in Redlands, Kalifornien) war ein irisch-amerikanischer Schauspieler.

## Leben und Karriere
Thomas „Tom“ Dugan wurde in Irland geboren, zog mit seiner Familie allerdings bereits im Kindesalter nach Philadelphia. Er begann seine Schauspielkarriere bei Medizinshows und auf Vaudeville-Bühnen, wo er mit einer befreundeten Schauspielerin für einige Jahre ein Komikerduo bildete. Ab 1927 arbeitete Dugan regelmäßig im Filmgeschäft, dem er bis zu seinem Tod treu blieb und es so auf insgesamt rund 270 Filmauftritte brachte. Der Schauspieler – mit einem Aussehen „als hätte er zu viele Faustkämpfe verloren und zu viele Trinkspiele gewonnen“ – spielte vor allem komödiantische Raufbolde, die nicht immer vertrauenswürdig wirkten. Oftmals verkörperte er in kleineren Nebenrollen „Polizisten, Gangster, Baseball-Coaches, Taxifahrer oder sarkatische Gefängnisinsassen“. Mitte der 1930er-Jahre arbeitete er für die Hal-Roach-Filmstudios auch kurzzeitig als Drehbuchautor und Gagwriter, widmete sich aber dann wieder ganz der Schauspielerei.
Seinen wahrscheinlich bekanntesten Filmauftritt absolvierte Tom Dugan in Ernst Lubitschs Filmklassiker Sein oder Nichtsein (1942) als polnischer Theaterschauspieler Bronski, der aus seiner Ähnlichkeit mit Adolf Hitler Kapital schlagen kann. Ebenfalls 1942 war Dugan in dem Musicalfilm Star Spangled Rhythm als Adolf Hitler zu sehen. Noch in seinem Todesjahr spielte Tom Dugan einen Barkeeper im Kriminaldrama Straße des Terrors an der Seite von William Bendix. Am 7. März 1955 starb der 66-jährige Schauspieler im kalifornischen Redlands bei einem Verkehrsunfall. Er hinterließ seine Ehefrau Marie Raymond (1902–1971), mit der er seit 1925 verheiratet war.

## Filmografie (Auswahl)
- 1927: The Kid Sister
- 1928: Lights of New York
- 1931: The Star Witness
- 1931: The Vanishing Legion
- 1932: Doctor X
- 1932: Big City Blues
- 1932: Der Tag, an dem die Bank gestürmt wurde (American Madness)
- 1934: Harold Lloyd, der Strohmann (The Cat’s Paw)
- 1935: Ah, Wilderness!
- 1935: Nach Büroschluss (Elf Uhr 20 Mordalarm) (After Office Hours)
- 1935: Spione küßt man nicht (Rendezvous)
- 1935: Wo die Liebe hinfällt (I Live My Life)
- 1935: Das Mädchen, das den Lord nicht wollte (The Gilded Lily)
- 1935: Das Rätsel von Zimmer 309 (One New York Night)
- 1935: Nach Büroschluss (After Office Hours)
- 1936: Seine Sekretärin (Wife vs. Secretary)
- 1936: San Francisco
- 1936: Pennies from Heaven
- 1937: Sternschnuppen (Pick a Star)
- 1937: Ein Mordsschwindel (True Confession)
- 1938: Vater dirigiert (Four Daughters)
- 1939: The Lone Wolf Spy Hunt
- 1939: Zum Verbrecher verurteilt (They Made Me a Criminal)
- 1939: Ruhelose Liebe (Love Affair)
- 1940: The Fighting 69th
- 1940: Ein Ehemann zuviel (Too Many Husbands)
- 1940: Goldschmuggel nach Virginia (Virginia City)
- 1940: Johnny Apollo
- 1940: The Boys from Syracuse
- 1940: The Ghost Breakers
- 1941: Dive Bomber
- 1941: Verlobung mit dem Tod (The Smiling Ghost)
- 1942: Der Major und das Mädchen (The Major and the Minor)
- 1942: Laurel und Hardy: Die Geheimagenten (A-Haunting We Will Go)
- 1942: Star Spangled Rhythm
- 1942: Orchestra Wives
- 1942: Der gläserne Schlüssel (The Glass Key)
- 1942: Yankee Doodle Dandy
- 1942: Ein Kuß zuviel (They All Kissed the Bride)
- 1942: Nacht im Hafen (Moontide)
- 1942: Helden der Lüfte (Captains of the Clouds)
- 1942: Sein oder Nichtsein (To Be or Not to Be)
- 1943: Flight for Freedom
- 1943: Bataan
- 1943: Coney Island
- 1944: Pinky und Curly (Once Upon a Time)
- 1944: Zu Hause in Indiana (Home in Indiana)
- 1944: Up in Arms
- 1945: The Man Who Walked Alone
- 1945: Die Dame im Zug (Lady on a Train)
- 1945: Der dünne Mann kehrt heim (The Thin Man Goes Home)
- 1945: Earl Carroll Vanities
- 1946: Eine Falle für die Braut (Easy to Wed)
- 1946: Die besten Jahre unseres Lebens (The Best Years of Our Lives)
- 1947: Die legendären Dorseys (The Fabulous Dorseys)
- 1947: Der Weg nach Rio (Road to Rio)
- 1947: Pauline, laß das Küssen sein (The Perils of Pauline)
- 1947: Good News
- 1947: Das Lied vom dünnen Mann (Song of the Thin Man)
- 1947: Der Senator war indiskret (The Senator Was Indiscreet)
- 1948: Der beste Mann der Stadt (Good Sam)
- 1949: Heut’ gehn wir bummeln (On the Town)
- 1949: Ein tolles Gefühl (It’s a Great Feeling)
- 1949: Tulsa
- 1949: Spiel zu dritt (Take Me Out to The Ball Game)
- 1949: Der Agent aus der Hölle (Alias Nick Beal)
- 1949: Diebstahl in Irland (Top o’ the Morning)
- 1950: Brustbild, bitte! (Watch the Birdie)
- 1951: Gangster unter sich (Behave Yourself!)
- 1951: Meuterei im Morgengrauen (Inside the Walls of Folsom Prison)
- 1952: Die Schönste von New York (The Belle of New York)
- 1955: Straße des Terrors (Crashout)